# Pterolophia ropicoides
Pterolophia ropicoides là một loài bọ cánh cứng trong họ Cerambycidae.